# 世界気象中枢
世界気象中枢 (せかいきしょうちゅうすう、英語: World Meteorological Centre; WMC) は、世界気象監視計画 (英語: WWW) に基づき、全球レベルの気象情報交換の円滑化などを目的として、その中枢を成す機関として世界気象機関が指定、設置した気象機関の総称である。

## 主要な機能
1. 世界的規模で気象衛星や地上での観測から得られる気象データを受信し、他のWMCやRSMC、NMCへ中継・送信する。
2. 全球的なデータの解析および予測を作成し、これを他のWMC、RSMC、NMCへ速やかに送信する。
3. 便宜、研修を図ること。
4. スケールの大きな気象についての基礎・応用的研究について指導すること。
5. 天気図等の気象データを適切に保管し、多くの国際機関が研究目的に利用できる状態に置くこと。

## 指定機関の一覧
- メルボルン (オーストラリア気象局) - 南半球のみ
- モスクワ（ロシア水文気象環境監視局）
- ワシントンD.C.（アメリカ国立気象局）